# (38549) 1999 VG48
1999 VG48 (asteroide 38549) é um asteroide da cintura principal. Possui uma excentricidade de 0.21857650 e uma inclinação de 10.88352º.
Este asteroide foi descoberto no dia 3 de novembro de 1999 por LINEAR em Socorro.